# Alocella seguyi
Alocella seguyi är en tvåvingeart som beskrevs av Reé Michel Quentin 1990. Alocella seguyi ingår i släktet Alocella och familjen bromsar.
Artens utbredningsområde är Madagaskar. Inga underarter finns listade i Catalogue of Life.